# 이일 (조선 중기)
이일(李鎰, 1538년 7월 7일 ~ 1601년 1월 30일)은 조선 중기의 무신으로 본관은 용인이며, 자는 중경(重卿), 시호는 장양(壯襄)이다.
1558년 무과 급제 후 경성판관, 전라수사, 1583년 경원부사, 북병사, 1589년 전라병사를 역임했다. 1583년 북병사로 재직 중 여진족 이탕개의 난 진압에 출정했고, 임진왜란 중에는 제4차 평양성 전투 및 송유진의 반란 진압에 출전하였다. 사후 증 의정부좌참찬에 추증되고 1605년 선무원종공신 1등에 책록되었다. 경종 때 장양의 시호가 내려졌다.

## 생애

### 초기 활동
경기도 용인현 포곡면 신원리(현, 경기도 용인시 포곡읍 신원리)에서 태어났으며, 아버지는 절충장군 행함경북도 병마우후(折衝將軍行咸鏡北道兵馬虞侯)를 지내고 증 의정부좌찬성 겸 판의금부사에 추증된 이민덕(李敏德)이고, 어머니는 연안 이씨(延安李氏)는 생원 이계수(李繼壽)의 딸이다.
1558년 무과에 병과로 급제 후 1560년 선전관(宣傳官)이 되고, 이후 경성판관(鏡城判官)이 되었으며 1565년 경원은 병마절도사가 체류하는 진이라 문신을 보내 견제해야 한다는 사간원의 상소로 체직되어 돌아왔다. 이후 함종현령(咸從縣令), 벽동군수(碧潼郡守)가 되었다가 1572년 부친상을 당해 궐복하였다. 3년 후 다시 복직, 단천군수(端川郡守), 경흥부사, 온성부사(穩城府使), 부산첨사(釜山僉使) 등을 역임했다. 이후 전라좌수사 등을 역임하여 1583년 함경도 경원 부사로 부임하였다. 
경원부사 재직 중 이탕개의 난의 진압에 출정하였다. 1586년 이탕개가 다시 회령을 재침입하자 이를 다시 물리쳐 1587년 함경북병사가 되었다. 1588년 1월, 북병사 이일은 400여 명의 군사를 이끌고 여진족의 본거지인 추도를 기습 공격하여, 200여 호를 불태우고, 적 380여 명을 죽였으며, 말 30필, 소 20두를 획득하는 큰 전과를 올렸다. 1589년 다시 전라도병마절도사로 재임명되어 내려갔다. 그해 12월 유생 정암수(丁巖壽) 등이 이산해, 류성룡 등을 규탄하는 상소를 올릴 때 그도 함께 언급되어 탄핵당했으나 임금이 무마시켰다.

### 임진왜란 때 활동
1592년(선조 25) 4월 임진왜란이 발발하자 경상도순변사 이일은 왜군을 막기 위해 상주로 내려갔다. 장기군관 50명을 이끌고 병력은 현지에서 징집하기로 해서 상주에서 전투를 벌였으나 징집도 제대로 이루어지지 않은 데다가 그나마도 이일을 따라 온 장기군관 50명 중 20명 이상이 도주하여 크게 패했다. 원래 5000명 이상 징집해야 왜구를 막을 수 있었으나 이일이 징집한 병력은 고작 800명 수준이였으며 그나마 그 병력도 전투가 시작되면서 조금씩 도망쳐 실제로는 훨씬 적은 병력이였다. 이후 이일은 갑옷을 벗고 충주에 주둔한 신립(申砬)의 군대로 도망쳤다. 그러나 신립마저 충주 탄금대 전투에서 패해 자결하자 황해도와 평안도로 도망쳤다. 1592년 5월 17일~5월 18일에 일어난 임진강 전투에 참여했으나 또 다시 패배했다. 이 때 이일은 또 도망쳤으며 그 과정에서 조선 선조의 몽진 어가와 만났다. 이에 류성룡이 부하들에게 시켜 이일이 입을 철릭을 준비하게 했으며 이를 이일이 입었다. 1593년 2월 6일 평양 전투에 참여하였다. 1594년 송유진의 난이 일어나자 순변사로서 이를 진압했다. 어가가 한양으로 돌아온 후 지중추부사 겸 훈련원도정, 군기시제조 등을 역임했다.

### 생애 후반
이일은 임진왜란이 끝나고 나서 함경도에서 벼슬을 받고 활동하다가 1595년 왕의 특지로 다시 함경북도병마절도사가 되고, 1597년 상호군이 되었다. 
1598년 지중추부사가 됐다가 행 호군이 되고 다시 1599년 다시 함경북도병마절도사가 되었다. 1600년 초 행 호군이 되었다가 그해 7월 6일 함경남도병마절도사로 부임했다. 1601년 부하를 죽인 혐의를 받고 선조의 명으로 한성부로 호송되다가 1월 30일 정평군에서 병으로 죽었다. 의금부도사 윤천구(尹天衢)가 2월 6일 당도하여 그의 사망 사실을 선조임금에게 전하였다.

### 사후
의정부 좌참찬(議政府左參贊)을 추증되고 용인군 모현촌(慕賢村)에 있는 선영(先塋)에 장례하였다. 묘비문은 유명조선국한성부판윤 삼도순변사무용대장 증의정부참찬 시장양공이일지묘 정부인전주이씨부좌로 쓰여 있다. 처음 신도비문은 도곡 이의현(陶谷 李宜顯)이 지었고, 나중에 신도비문은 해좌 정범조(海左 丁範祖)가 썼다.
1605년(선조 38년) 4월 선무원종공신 1등에 추록되었다. '원종'이라 함은 후보를 의미하기 때문에 정식 공신이 아니며 공신 후보자이다. 임금을 호위한 호성공신은 원종공신이 아무도 없는 것과 대조된다. 실제로도 선무공신 1등에 추록된 인물은 이순신, 원균같이 이미 전사한 인물이거나, 권율같이 거의 죽기 일보직전의 인물들 뿐이었다.
숙종 때 최석항(崔錫恒)이 그의 시호를 청하는 상소문을 올리고 경종 때 장양(莊襄)이라는 시호를 내리니, 이는 여러 번 정벌하여 적을 죽임(屢征殺伐)과 갑옷을 입고 싸워 공로를 세움(甲冑有勞)에 해당하는 두 가지 시법(諡法)을 따른 것이다. 묘소는 경기도 용인시 처인구 모현면 매산리 산108-1에 있고, 용인시 향토유적 제21호에 지정되었다.

## 저서
- 《증보제승방략 (增補制勝方略)》

## 가계
첫 부인 전주이씨는 효령대군의 후손 대흥령 이만춘(大興令 李萬春)의 딸이다. 재취 부인 전주이씨는 이거효(李巨孝)의 딸이다.

## 평가와 비판
이일은 후대의 평가가 매우 나쁘며 그 일은 녹둔도에서 재직중이던 시절 이순신을 모함한 일로부터 비롯되었다.  녹둔도 전투에서 책루(柵壘)를 지키고 있던 수장(戍將) 오형(吳享)과 임경번(林景藩) 등 조선군 11명이 죽고, 160여 명이 잡혀갔으며 ,15필의 말도 약탈당했다. 이순신은 적과 맞서 싸워 납치된 조선 백성 60여 명을 구출하였지만 패장의 책임을 물어 이일은 이순신에게 죄를 씌웠기 때문에 평가가 좋을 수가 없다.

## 같이 보기
- 장양공정토시전부호도 - 서울특별시 유형문화재 제304호
- 이일 장군 묘소 - 용인시 향토유적 제21호

## 관련 작품

### TV 드라마
- 《임진왜란》 (MBC, 1985년~1986년, 배우:고설봉)
- 《왕의 여자》 (SBS, 2003년~2004년, 배우:송금식)
- 《불멸의 이순신》 (KBS1, 2004년~2005년, 배우:이일재)
- 《징비록》 (KBS1, 2015년, 배우:서현철)